# GOOD MORNING NEWS
GOOD MORNING NEWS（グッドモーニングニュース）は、広島エフエム放送で2005年9月まで放送されていたニュースコーナー（ミニ番組）である。同局の朝のワイド番組『GOOD MORNING』などに内包されていた。
- 放送時刻は7:45、8:30。7:45の枠は広島トヨタがスポンサーについている。また時折、中国新聞GOOD MORNING NEWSとタイトルが変わることもある。
- 2005年3月まで放送されていた金曜の朝ワイド番組『WEEKEND FLY! DAY』でも同様のタイトルが用いられていた。後枠の『MORNING UP!』では7:45のニュースのみ、このタイトルが用いられている（そのほかの時間は「MORNING UP! NEWS」というタイトルなっている）。
- BGMは、月曜から木曜と金曜日で違うものが使用されている。
- 2005年3月末までは、9:30頃にも放送されていた（GOOD MORNINGのみ）。
- 2005年9月末、『GOOD MORNING』、『MORNING UP!』の終了と同時にこのタイトル名は使われなくなった。